# تريليو
تريليو (بالإيطالية: Treglio)‏ هي بلدية في مقاطعة كييتي في إقليم أبروتسو الإيطالي.

## السكان
في سنة 1861 بلغ عدد السكان 715 نسمة، وتطور العدد ليصل في سنة 2011 لـ 1٬575 نسمة.
يظهر هذا المخطط البياني تطور النمو السكاني لـ تريليو